# Thomas Mansel, 1. Baron Mansel
Thomas Mansel, 1. Baron Mansel, PC (* 9. November 1667; † 10. Dezember 1723), war ein britischer Adliger und Politiker.

## Herkunft und Erziehung
Thomas Mansel entstammte der alten walisischen Familie Mansel von Margam Abbey. Er war der zweite, doch älteste überlebende Sohn von Sir Edward Mansel, 4. Baronet und dessen Frau Martha Carne. Er studierte in Oxford, wo er 1686 am Jesus College seinen Abschluss als Bachelor of Arts machte. 1689 machte er an der New Inn Hall in Oxford seinen Abschluss als Master of Arts.

## Leben

### Politische Tätigkeit
Als junger Mann wurde Mansel bei der Unterhauswahl 1689 dank des Einflusses seiner Familie als Abgeordneter für Cardiff in das House of Commons gewählt und bei den Wahlen 1690 und 1695 wiedergewählt. Im Gegensatz zu seinem Vater, der ein Gegner von König Jakob II. war, gehörte er zunächst den königstreuen Tories an. Nach der Glorious Revolution war er in der Regel ein Gegner der Politik des neuen Königs Wilhelm III. von Oranien, obwohl er 1696 die Association, eine Loyalitätsbekundung für den König unterzeichnete. Nachdem er gegen den Willen seines Vaters bei der Unterhauswahl 1698 auf eine erneute Kandidatur verzichtet hatte, begleitete er Charles Montagu, 4. Earl of Manchester 1699 nach Paris, wo dieser englischer Botschafter wurde. Anschließend reiste er in die Niederlande, wo er unter anderem Schloss Het Loo, ein Schloss von Wilhelm III. besuchte. Nach seiner Rückkehr diente er von 1700 bis 1701 als Sheriff von Glamorgan. Nachdem er 1701 einen Streit mit seinem entfernten Cousin Thomas Mansel aus Briton Ferry um die Wahlkreiskandidaturen beigelegt hatte, wurde er bei der Unterhauswahl im Dezember 1701 als Knight of the Shire für Glamorgan gewählt, während Thomas Mansel aus Briton Ferry als Abgeordneter für Cardiff gewählt wurde. Bei den Unterhauswahlen 1702 und 1705 wurde er wiedergewählt. Daneben bekleidete Mansel noch eine Reihe von anderen Ämtern. Vermutlich seit 1689 war er Deputy Lieutenant und vor 1697 wurde er Oberstleutnant der Miliz von Glamorgan. Dazu war seit 1689 Friedensrichter von Glamorgan und seit 1699 Friedensrichter von Breconshire.

### Politischer Aufstieg, Machtkampf mit Mackworth und Erhebung zum Baron
Spätestens seit Juli 1703 gehörte Mansel zu den Freunden des einflussreichen Speakers Robert Harley, weshalb er 1704 bis 1708 Comptroller of the Household und Mitglied des Privy Councils ohne Kabinettsrang wurde. Nach dem Tod seines Vaters erbte er 1706 dessen umfangreiche Besitzungen in Südwales und den Titel als 5. Baronet, of Margam, dazu erbte er von seinem Anfang 1706 ebenfalls verstorbenen Cousin Thomas Mansel das lebenslange Nutzungsrecht von dessen Gütern bei Briton Ferry. Neben Ländereien gehörten auch Kohlegruben zu diesem Erbe. Durch diese Besitzungen verfügte Mansel nun über ein beträchtliches Jahreseinkommen, doch von seinem Vater hatte er auch erhebliche Schulden geerbt. Seit 1706 war Mansel Constable von Cardiff Castle und damit auch Bürgermeister der Stadt, doch im gleichen Jahr wurde er in einem Machtkampf um die Abgeordnetenmandate in Südwales mit Sir Humphrey Mackworth verwickelt, der vom Duke of Beaufort und von Lord Windsor unterstützt wurde. Während Mansel politisch den gemäßigten Tories zugerechnet wurde und den Krieg mit Frankreich und Spanien unterstützte, lehnte Mackworth als Anhänger des konservativen Flügels der Tories den Krieg ab. Der Streit mit Mackworth hatte aber nicht nur eine politische, sondern auch eine wirtschaftliche Komponente, denn Mackworth war seit Ende des 17. Jahrhunderts als Bergbauunternehmer ein direkter Konkurrent von Mansels Cousin Thomas Mansel aus Briton Ferry gewesen. Mit Unterstützung von Mansels Vater Edward Mansel hatte Thomas Mansel aus Briton Ferry schließlich versucht, Mackworth zu ruinieren. Nach dem Tod seines Vaters und seines Cousins konnte Mansel den Konflikt jedoch bis 1708 beilegen, so dass er bei der Unterhauswahl im selben Jahr erneut als Knight of the Shire für Glamorgan gewählt wurde. Zusammen mit Harley war er im Februar 1708 von seinem Amt als Comptroller zurückgetreten, doch 1710 wurde er einer der Commissioners of the Treasury, und nachdem Harley im Juni 1711 Lord High Treasurer wurde, wurde er zunächst wieder Comptroller of the Household und Mitglied des Privy Council. Bei der Unterhauswahl im Oktober 1710 war er erneut als Knight of the Shire gewählt worden, und nach seiner Ernennung zum Comptroller wurde seine Wahl im Juli 1711 noch bestätigt. Am  1. Januar 1712 wurde Mansel zum Baron Mansel erhoben. Damit wurde er Mitglied des House of Lords und musste sein Abgeordnetenmandat niederlegen. Am selben Tag wurden sieben weitere Personen in den Adelsstand erhoben, wodurch die Tories-Regierung eine Mehrheit im House of Lords erlangte. 1712 tauschte er das Amt des Comptrollers mit dem einträglichen Amt des Teller of the Exchequer. 1714 wurde er Chamberlain von Südwales und von 1714 bis 1715 Vizeadmiral von Südwales. Nachdem Harley jedoch nach der Thronbesteigung von Georg I. als Tory sein Amt niederlegen musste, verlor auch Mansel sein Regierungsamt, schied wieder aus dem Privy Council aus und zog sich in der Folge bis 1715 auch aus den meisten seiner anderen Ämter in Südwales zurück.

### Wirtschaftliche Betätigung
Mansel betätigte sich wie schon sein Vater als Industrieller. Auf Anraten seines Verwalters John Burroughs, der von 1705 bis 1735 den Betrieb der Kohlegruben der Familie Mansel bei Briton Ferry führte, ließ er eine Kupferhütte errichten, die mit heimischer Kohle befeuert wurde. Das benötigte Kupfer wurde aus Cornwall mit Lastkähnen herbeigebracht, die auf der Rückfahrt dann Kohle aus den Kohlegruben von Mansel nach Cornwall brachten.

## Familie und Nachkommen
Zu Mansels Freunden gehörten neben Harley auch Jonathan Swift, Francis Gwyn und Erasmus Lewis. Er hatte am 18. Mai 1686 in Westminster Abbey Martha, eine Tochter des Londoner Kaufmanns Francis Millington geheiratet. Er hatte mit seiner Frau insgesamt zehn Kinder, darunter:
- Mary Mansel ⚭ John Ivory Talbot
- Robert Mansel (1695–1723)
- Christopher Mansel, 3. Baron Mansel († 1744)
- Bussy Mansel, 4. Baron Mansel († 1750)

Daneben hatte er mindestens einen unehelichen Sohn und zwei uneheliche Töchter. Da sein ältester Sohn Robert bereits vor ihm im April 1723 gestorben war, wurde dessen Sohn, sein Enkel Thomas Mansel, sein Erbe.